# Timocracia
En la filosofía política griega, la timocracia es una forma de gobierno en la que los únicos que participan en el gobierno son los ciudadanos que poseen un determinado capital o un cierto tipo de propiedades.
El término deriva de las palabras griegas τιμή, timé, "honor"; y κρατία, kratía, "gobierno".
Platón es el autor del texto más antiguo en el que se encuentra la palabra timocracia aplicada al gobierno basado en el honor. En su obra La República describe, luego de extenderse sobre la forma de gobierno ideal, los distintos grados de corrupción que va sufriendo el Estado, siendo el primero la timocracia. La ciudad-estado griega Esparta es muchas veces considerada la timocracia por antonomasia. Esta polis se caracterizó por su militarismo, algo que suele ser común a gran parte de las timocracias.

## La timocracia y la propiedad
Solón introdujo la idea de timocracia como una oligarquía con diversos grados en su constitución para Atenas (que data del siglo VI a. C.). Su forma de timocracia, la primera que se sabe establecida de modo deliberado, asignaba a cada ciudadano un determinado papel en la política y economía públicas según la clase social a la que pertenecían, estando esta última determinada por la cantidad de fanegas que el hombre podía producir cada año. Tanto el ordenamiento como la denominación de los 3 estratos sociales más bajos fueron tomados de una estructura militar preexistente. El nombre del estrato superior fue introducido probablemente por Solón mismo. Así, en orden descendente, la sociedad civil estaba ordenada según las siguientes clases:
- Los pentakosiomedimnoi, literalmente "hombres de las quinientas fanegas", aquellos que podían producir como mínimo esa cantidad.
- Los hippeis, jinetes, es decir, originalmente aquellos guerreros que iban a la batalla montados a caballo, correspondiente a la clase de ciudadanos que podían aportar trescientas fanegas anuales.
- Los zeugitai , literalmente "hombres yuntas", en referencia a los hoplitas, es decir, aquellos hombres que podían armarse con la panoplia de la infantería pesada y podían luchar uno junto a otro, enyuntados, en una falange, correspondiente a la clase de ciudadanos que podían aportar 200 fanegas anuales.
- Los tetes, originalmente artesanos y otros trabajadores manuales que, por no disponer de medios suficientes, servían como remeros o en la infantería liviana.

Según N. G. L. Hammond, Solón, prescribió un impuesto graduado a las clases superiores en la proporción 6:3:1, estando los thetes exentos del pago; lo cual también implicaba que no podían ocupar cargos electivos, pero si participar en las asambleas.
Aristóteles en su Ética a Nicómaco, sobre las tres formas puras de gobierno, considera que la timocracia, como la propuesta por Solón, es una de las formas verdaderas y puras. Ya que Aristóteles consideraba que, en la práctica, Atenas representaba la forma degenerada de este tipo de gobierno, resultando así la democracia.